# Porcellio centralis
Porcellio centralis är en kräftdjursart som beskrevs av Albert Vandel1954. Porcellio centralis ingår i släktet Porcellio och familjen Porcellionidae. Inga underarter finns listade i Catalogue of Life.